# Cerodirphia upanona
Cerodirphia upanona är en fjärilsart som beskrevs av Max Wilhelm Karl Draudt 1929. Cerodirphia upanona ingår i släktet Cerodirphia och familjen påfågelsspinnare. Inga underarter finns listade i Catalogue of Life.